# Uciekaj... kocham cię
Uciekaj... kocham cię (bułg. Бягай... обичам те) – bułgarski film live-action z 1979 roku reżyserii Raszki Uzunowa. 

## Obsada
- Stanimir Stoiłow – Koki
- Zoja Kirczewa – Swetła
- Nikoła Todew – Bate Dimo
- Damjan Antonow – Ananijew
- Georgi Kałojanczew – Kałata
- Iwan Janczew – ojciec Angeła
- Siłwija Malinowa – Zorka
- Dimitir Marin
- Robert Sziwarow
- Iwan Cingarew
- Petyr Getow
- Stefan Ilijew
- Aleksandyr Pritył